# Аш-е Реште

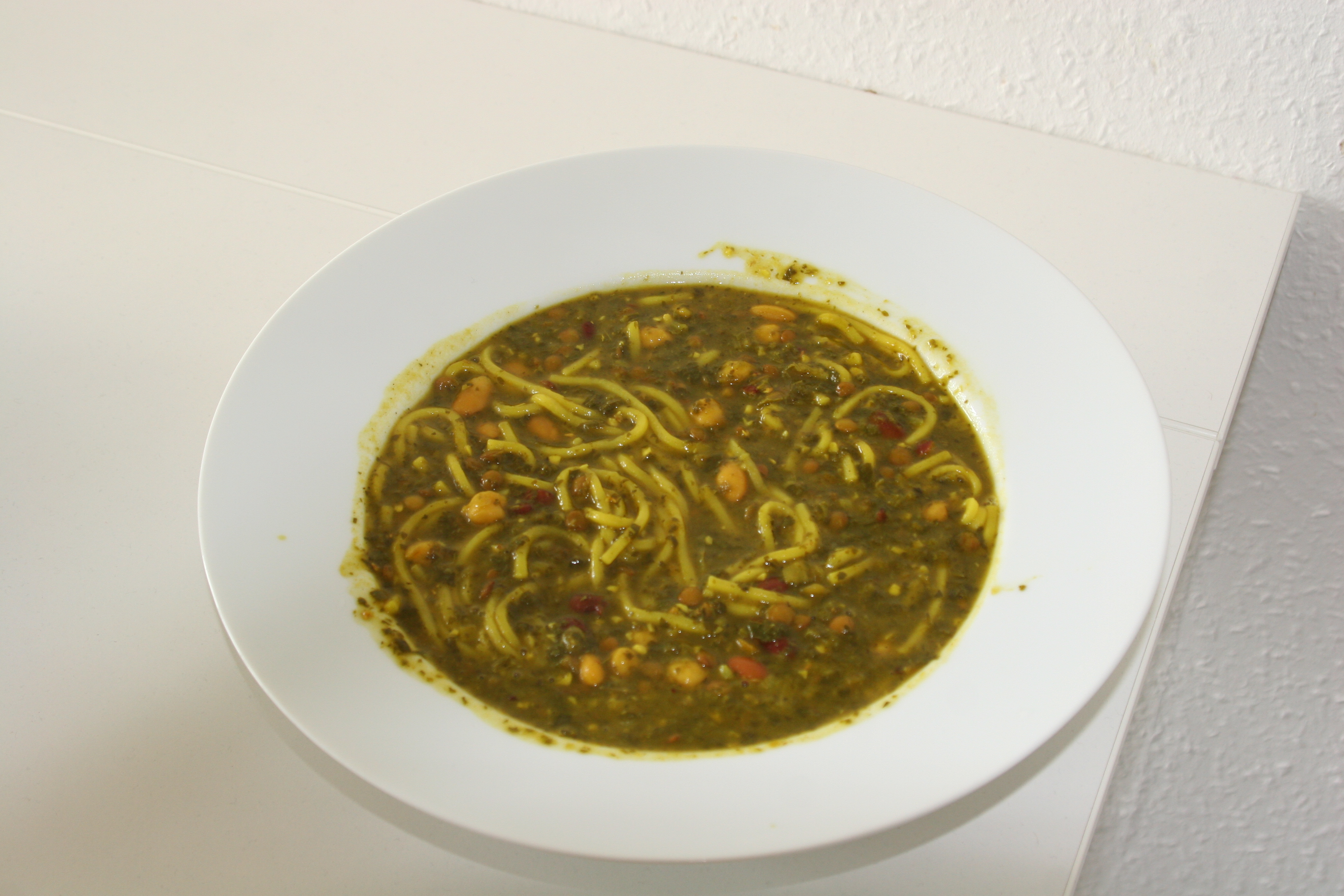
Аш-е Реште

Аш-е Реште (آش رشته) — одна з традиційних іранських і азербайджанських страв, що являє собою густий суп з бобових, локшини та прянощів.

## Опис
Ця страва являє собою один з популярних видів густого супу (аша). Його готують з квасолі (можна додати сочевицю, горох, спаржеву квасолю) з тонкою локшиною, шпинатом, соняшниковою олією, листям буряка, пряними травами (петрушкою, зеленою цибулю, кинзою, коріандром, часником, сушеною м'ятою). Зелень, сіль та перець зазвичай надають наприкінці, а також заправляють борошном.
Іноді перед подачею іранці додають до цього супу курт — молочний продукт, що нагадує кислий йогурт.
В Ірані прийнято підносити цей суп тому, хто вирушає в далеку подорож, оскільки локшина символізує безліч життєвих шляхів, які постають перед людиною. Також аш-еРеште готують під час свят, насамперед Наврузу та Сіздар бе-Дар.